# Paul Krugman
Paul Robin Krugman (Albany, 1953. február 28.– ) amerikai közgazdász és közéleti értelmiségi, aki a City University of New York professzora és a The New York Times rovatvezetője. 2008-ban elnyerte a közgazdaságtudományi Nobel-emlékdíjat az új kereskedelemelmélet és az új gazdaságföldrajz területén végzett munkáiért. A Díjbizottság azon munkáját idézte, amely a nemzetközi kereskedelem mintázatait és a gazdasági tevékenység földrajzi megoszlását magyarázza, a méretgazdaságosság és a különféle áruk és szolgáltatások iránti fogyasztói preferenciák hatásait vizsgálva.

## Munkássága
Korábban az MIT-n volt a közgazdaságtan professzora, majd később a Princeton Egyetemen. 2015 júniusában vonult nyugdíjba Princetonból, ahol a professor emeritus címet viseli. A London School of Economics Centennial Professor címét is viseli. 2010-ben a Keleti Gazdasági Szövetség elnöke és a világ legbefolyásosabb közgazdászai közé tartozott. A tudományos körökben a nemzetközi közgazdaságtan (beleértve a kereskedelemelméletet és a nemzetközi pénzügyeket), a gazdaságföldrajz, a likviditási csapdák és valutaválságok terén végzett munkáiról ismert.
27 könyv szerzője vagy szerkesztője, köztük tudományos munkák, tankönyvek és a szélesebb közönség számára készült könyvek, és több mint 200 tudományos cikket publikált szakmai folyóiratokban és szerkesztett kötetekben. Több száz véleménycikket írt gazdasági és politikai kérdésekről a The New York Times, a Fortune és a Slate számára. Egy 2011-es közgazdászprofesszorok körében végzett felmérés szerint a szakmabeliek körében legnépszerűbb 60 év alatti közgazdász volt. Az Open Syllabus Project szerint a második leggyakrabban idézett szerző az egyetemi közgazdaságtan tantervekben.
Közgazdasági szakértőként számos gazdasági kérdésről írt, beleértve a jövedelemelosztást, az adózást, a makroökonómiát és a nemzetközi gazdaságot. Modern liberálisnak tartja magát, utalva könyveire, a The New York Timesban megjelent blogjára és 2007-ben megjelent The Conscience of a Liberal című könyvére. A nagyközönségnek írt könyvei és cikkei széles körű figyelmet és megjegyzéseket vonzottak, pozitívat és negatívat egyaránt.

## Gyermek- és fiatalkor

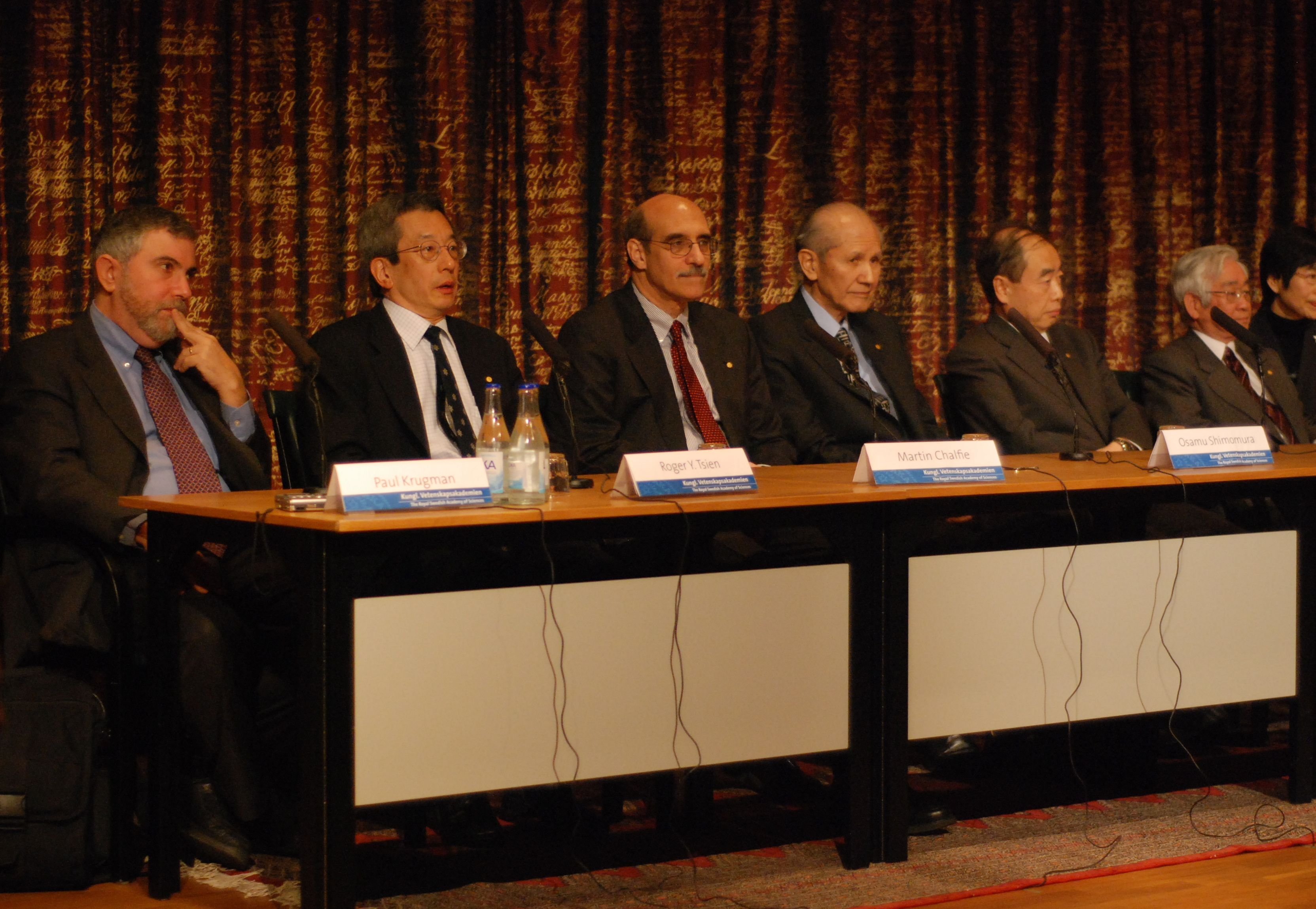
Paul Krugman, Roger Tsien, Martin Chalfie, Osamu Shimomura, Makoto Kobayashi és Toshihide Masukawa, a 2008-as Nobel-díjasok a stockholmi Svéd Tudományos Akadémia sajtótájékoztatóján

Orosz zsidó családban Anita és David Krugman fiaként született. Merrickben, egy Nassau megyei kistelepülésen nőtt fel. Anyai nagyszülei 1914-ben Ukrajnából vándoroltak az Egyesült Államokba, míg apai nagyszülei 1920-ban Fehéroroszországból érkeztek.
Középiskolai tanulmányait a bellmore-i John F. Kennedy High School-ban végezte. Krugman szerint a közgazdaságtan iránti érdeklődését Isaac Asimov Alapítvány regényei keltették fel elsőként, amelyekben a jövő társadalomtudósai a „pszichotörténelem” új tudományát használják a civilizáció megmentésére. Mivel kora tudománya messze elmaradt a „pszichotörténelemtől”, Krugman az általa akkor legjobb alternatívának tartott közgazdaságtanhoz fordult.
1974-ben szerzett alapszakos diplomát a Yale Egyetemen  summa cum laude minősítéssel közgazdaságtan szakon, ahol National Merit Scholar is volt. Ezt követően a Massachusetts Institute of Technology (MIT) közgazdaságtudományi doktori fokozatát szerezte meg. 1977-ben védte meg doktori disszertációját, melynek címe Esszék a rugalmas árfolyamokról volt. A Phd képzés alatt ő is része volt MIT hallgatók egy kis csoportjának akiket három hónapra a Portugál Központi Bankba küldtek dolgozni az 1976-os Szegfűs forradalom utáni zűrzavarban.
Később „minden idők egyik legkiválóbb közgazdaságtan tanáraként” dicsérte doktori témavezetőjét, Rudi Dornbuscht, akire így emlékezett: „megvolt az a képessége, hogy arra inspirálja a hallgatókat hogy az ő lelkesedésével és technikai tudásával dolgozzanak, de közben meg is találják a saját útjukat”.
1978-ban számos ötletet mutatott Dornbuschnak, aki érdekesnek találta a monopolisztikus versenyen alapuló kereskedelmi modell ötletét. Krugman ezen felbátorodva tovább dolgozott ezen a modellen és később így írt erről: "Néhány órán belül tudtam, hogy kezemben van egész karrierem kulcsa". Ugyanebben az évben megírta "A csillagközi kereskedelem elmélete " című cikkét, amelyben a speciális relativitáselméletet használja a fénysebesség közelében szállított áruk kereskedelmében alkalmazott kamatlábak kiszámításához. Később azt nyilatkozta az motiválta a cikk megírásában, hogy felvidítsa magát, amikor "elnyomott adjunktus volt".

## Tudományos karrier

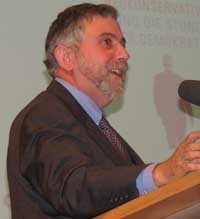
Krugman előadást tart a frankfurti Német Nemzeti Könyvtárban 2008-ban.

1977 szeptemberében a Yale Egyetem adjunktusa lett, 1979-ben pedig az MIT-n kapott kutatói állást. 1982 és 1983 között egy évet Ronald Reagan elnök mellett töltött a Gazdasági Tanácsadók Tanácsának munkatársaként. 1984-ben már egyetemi professzorként ment vissza az MIT-re. Később az MIT mellett a Stanfordon, a Yale-en és a London School of Economics-on is tanított.
2000-ben Princeton Egyetemhez ment át a közgazdaságtan és a nemzetközi kapcsolatok professzoraként. Jelenleg a London School of Economics professzora, valamint a Group of Thirty nemzetközi gazdasági testület tagja. 1979-től az amerikai Nemzeti Gazdaságkutató Iroda tudományos munkatársa. 2010-ben a Keleti Gazdasági Szövetség elnöke volt. 2014 februárjában bejelentette, hogy 2015 júniusában feladja a princetoni professzori széket és a New York City University Graduate Center-nél dolgozik tovább.
Munkássága elsősorban a nemzetközi gazdasága fókuszál, beleértve a nemzetközi kereskedelmet, a gazdaságföldrajzot és a nemzetközi pénzügyeket. A Research Papers in Economics projekt a világ legbefolyásosabb közgazdászai közé sorolja. Az International Economics: Theory and Policy című tanlönyvet amely egyik leggyakrabban használt egyetemi tankönyv a nemzetközi közgazdaságtanról Maurice Obstfelddel közösen írta. Robin Wellsszel közösen társszerzője egy másik egyetemi közgazdaságtan tankönyvnek, amelyet elmondása szerint erősen inspirált Paul Samuelson klasszikus tankönyvének első kiadása. Tankönyvírói és tudományos munkássága mellett gyakran ír gazdasági témákról a nagyközönség számára, olykor a szigorúan vett szakterületén belül, de a más gazdasági témákról is mint a jövedelemelosztás és a közpolitika.
A Nobel-díj bizottság kiemelte, hogy fő érdemei méretgazdaságosság hatásainak elemzése azzal a feltevéssel kombinálva, hogy a fogyasztók értékelik a sokféleséget, a nemzetközi kereskedelem magyarázatára vonatkozó kutatások, valamint a gazdasági tevékenység térbeli elhelyezkedésének elemzése. A térbeli kérdések jelentőségét a közgazdaságtanban növelte azon képessége, hogy könnyen olvasható könyvek és különböző elméletek összeegyeztetésének segítségével népszerűsítette ezt a bonyolult elméletet. "Krugman kétségtelenül kulcsszerepet játszott abban, hogy 'a földrajzi elemzést egyértelműen a gazdasági fősodorba helyezte'... és abban, hogy ez az elmélet jelenleg központi fontosságú".

### Új kereskedelmi elmélet
Krugman előtt a nemzetközi kereskedelem elmélete (lásd David Ricardo és Heckscher-Ohlin modell ) a kereskedelmet a komparatív előnyök elve alapján magyarázta ami elsősorban az eltérő tulajdonságokkal rendelkező országok közötti kereskedelemre érvényes, mint például egy nagy mezőgazdasági termelékenységű ország kereskedelme egy magas ipari termelékenységű országgal. A 20. században azonban a kereskedelem egyre nagyobb hányada zajlott hasonló adottságokkal rendelkező országok között, ami nehezen magyarázható a komparatív előnyök elvével. 
Magyarázata a hasonló országok közötti kereskedelemről a Journal of International Economics egy 1979-es számában jelent meg, és két fő feltételezést tartalmaz: a fogyasztók a márkák széles választékát részesítik előnyben, a termelési technológiát pedig a méretgazdaságosság jellemzi. A fogyasztók sokszínűség iránti preferenciája megmagyarázza az autók különböző változatainak, például a Volvo és a BMW jelenlétét ugyanazon a piacon. A méretgazdaságosság miatt azonban nem jövedelmező a Volvók gyártását az egész világon szétteríteni; ehelyett az néhány gyárban koncentrálódik amelyek sokszor mind ugyanabban az országban vannak. Ez a logika megmagyarázza, hogy az egyes országok hogyan szakosodhatnak egy adott típusú termék néhány márkájának előállítására, ahelyett, hogy különböző típusú termékekre specializálódnának.
Egy „sokféleség iránti preferenciáját” modellezett egy olyan CES hasznossági függvényt feltételezve, amit Avinash Dixit és Joseph Stiglitz használtak egy 1977-es tanulmányukban. A nemzetközi kereskedelem számos modellje ma már Krugman példáját követi, amely magában foglalja a méretgazdaságosságot a termelésben és a fogyasztás sokszínűségét. A kereskedelem modellezésének ezt a módját az Új Kereskedelem Elméletnek nevezték el.

### Új gazdaságföldrajz
Az a "hazai piaci hatás", melyet a nemzetközi kereskedelem új elméletében írt le, az új gazdaságföldrajzban is megjelenik, amely az agglomerációt "a méretgazdazdaságosság, a kereskedelmi költségek és a tényezőár-különbségek kölcsönhatásának eredményeként" értelmezi. Ha a kereskedelmet nagyrészt a méretgazdaságosság alakítja, amint azt Krugman kereskedelemelmélete állítja, akkor a legtöbb termeléssel rendelkező gazdasági régiók jövedelmezőbbek lesznek, és ezért még több termelést vonzanak. Azaz ez az elmélet azt jelenti, hogy ahelyett, hogy egyenletesen oszlana el a világban, a termelés néhány országban, régióban vagy városban fog koncentrálódni, amelyek sűrűn lakottá válnak, de magasabb jövedelműek lesznek.

## Magyarul megjelent művei
- Földrajz és kereskedelem; ford. Szabó Judit; Nemzeti Tankönyvkiadó, Budapest, 2003 (Közgazdasági kiskönyvtár)
- Paul R. Krugman–Maurice Obstfeld: Nemzetközi gazdaságtan. Elmélet és gazdaságpolitika; ford. Bodnár Katalin et al.; Panem, Budapest, 2003
- Szilágyi Dezsőné: Nemzetközi közgazdaságtan. Oktatási segédlet; Paul R. Krugman–Maurice Obstfeld: Nemzetközi gazdaságtan alapján; Miskolci Egyetem Gazdaságtudományi Kar Közgazdaságtani Tanszék, Miskolc, 2004
- A liberális lelkiismeret; ford. Orosz Ildikó; Gondolat, Budapest, 2010 (Demos könyvek)
- Elég legyen a válságból! Most!; ford. Márton Róza Krisztina; Akadémiai, Budapest, 2012

## Fordítás
- Ez a szócikk részben vagy egészben  a   Paul Krugman című angol Wikipédia-szócikk ezen változatának fordításán alapul.  Az eredeti cikk szerkesztőit annak laptörténete sorolja fel. Ez a jelzés csupán a megfogalmazás eredetét és a szerzői jogokat jelzi, nem szolgál a cikkben szereplő információk forrásmegjelöléseként.